# IC 2383
IC 2383 ist eine elliptische Galaxie vom Hubble-Typ E im Sternbild Krebs auf der Ekliptik. Sie ist schätzungsweise 636 Millionen Lichtjahre von der Milchstraße entfernt.
Das Objekt wurde am 14. Februar 1896 Stéphane Javelle entdeckt.